# Yorkville (Ohio)
Yorkville – wieś w Stanach Zjednoczonych, w stanie Ohio, w hrabstwie Jefferson.